# Раково (Зубцовский район)
Раково — деревня в Зубцовском районе Тверской области, входит в состав Погорельского сельского поселения.

## География
Деревня расположена в 8 км на юго-запад от центра поселения села Погорелое Городище и в 32 км на юго-восток от районного центра Зубцова. 

## История
Дворцовые села Раково и Вахново, "а были преж сего вотчинные", "изстари потяглые" к Новому Городищу (ныне - с. Погорелое Городище) упоминаются в меновной грамоте Ивана IV Грозного и его двоюродного брата Владимира Андреевича Старицкого 1566 г. .
По сообщению В. В. Зверинского, Ракова Покровская пустынь в селе Раково существовала еще в 1547 г., когда она владела землями совместно с Успенским-Иваницким монастырем. Она была известна тем, что около 1724 г. служила гнездом раскола. Распространителями его были тогда игумен Иов, монах Иоасаф и уставщик Нифонт, по именам которых были названы и сами секты. В 1764 г. пустынь была упразднена, церковь (по всей видимости, тогда - деревянная) обращена в приход, а здания проданы.
В 1843 году в селе была построена каменная Покровская церковь с 2 престолами, метрические книги с 1800 года.
В конце XIX — начале XX века село являлось центром Раковской волости Зубцовского уезда Тверской губернии. В 1888 году в селе было 29 дворов, земская школа, 2 шерстобойни, круподерня, маслобойня, постоялый двор, мелочная лавка; промыслы отхожие: судовщики, водовозы, разносчики, плотники в Санкт-Петербурге и Москве. 
С 1929 года деревня являлась центром Раковского сельсовета Погорельского района Ржевского округа Западной области, с 1935 года — в составе Калининской области, с 1960 года — в составе Зубцовского района, с 1994 года — центр Раковского сельского округа, с 2005 года — в составе Погорельского сельского поселения. 
До 2011 года в деревне работала Раковская основная общеобразовательная школа.

## Население
| 1859 | 1888 | 1920 | 1997 | 2002 | 2010 |
| ---- | ---- | ---- | ---- | ---- | ---- |
| 178  | ↗216 | ↗295 | ↘284 | ↘243 | ↘222 |

## Инфраструктура
В деревне имеются детский сад, дом культуры, фельдшерско-акушерский пункт, отделение почтовой связи.